# Archiefkast met voorstellingen van de vrije kunsten en gebonden kunsten
De Archiefkast met voorstellingen van de vrije kunsten en gebonden kunsten is een meubelstuk in het Cuypershuis in Roermond ontworpen door Pierre Cuypers voor Kasteel de Haar.

## Beschrijving
De kast heeft de vorm van een gebouw. Hij wordt afgedekt door een zadeldak met daaromheen een borstwering met kantelen en schietgaten. Direct daaronder bevindt zich een soort dwerggalerij, een element uit de romaanse bouwkunst. Daaronder de eigenlijke archiefkast, die afgesloten wordt door 12 deurtjes in twee rijen hoog. Op elk van deze deurtjes is in olieverf een voorstelling geschilderd, geïnspireerd op de vrije kunsten (boven) en de gebonden kunsten (beneden). Dit zijn van links naar rechts en van boven naar beneden: sterrenkunde (Archimedes wijst naar de sterrenhemel), meetkunde (Pythagoras doceert zijn stelling), grammatica, logica, poëzie, muziek, beeldhouwen in steen, metselen, schilderen op glas, steenhouwen en schilderen op paneel. Boven en onder elk van deze afbeeldingen bevindt zich een band met symbolen die verwijzen naar Kasteel de Haar, zoals de zuiltjes uit het familiewapen van Étienne van Zuylen van Nyevelt van de Haar – de vermoedelijke opdrachtgever van de kast – en ruitjes (of schildjes), die zouden verwijzen naar zijn echtgenote, Hélène de Rothschild.

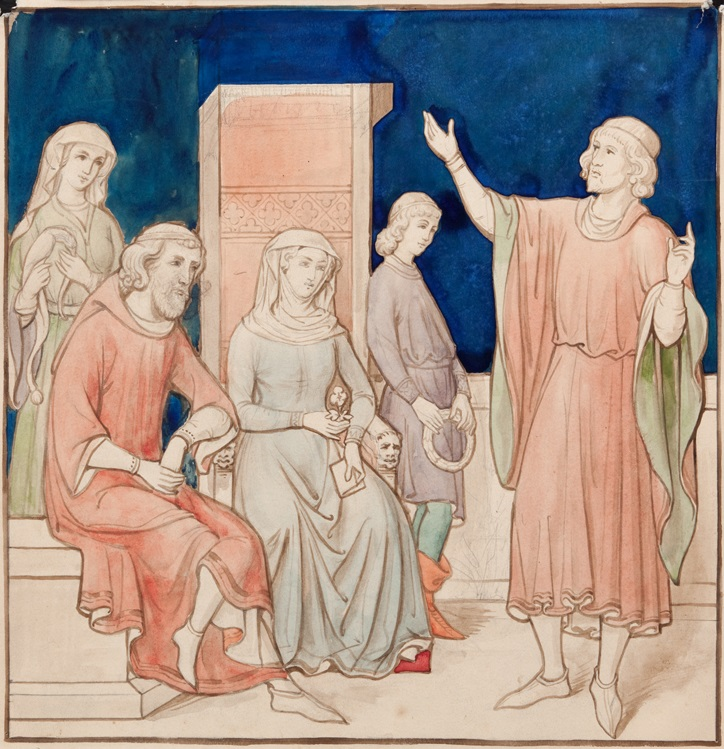
Pierre Cuypers. Allegorie op de Poëzie. Ca. 1893. Roermond, Cuypershuis.

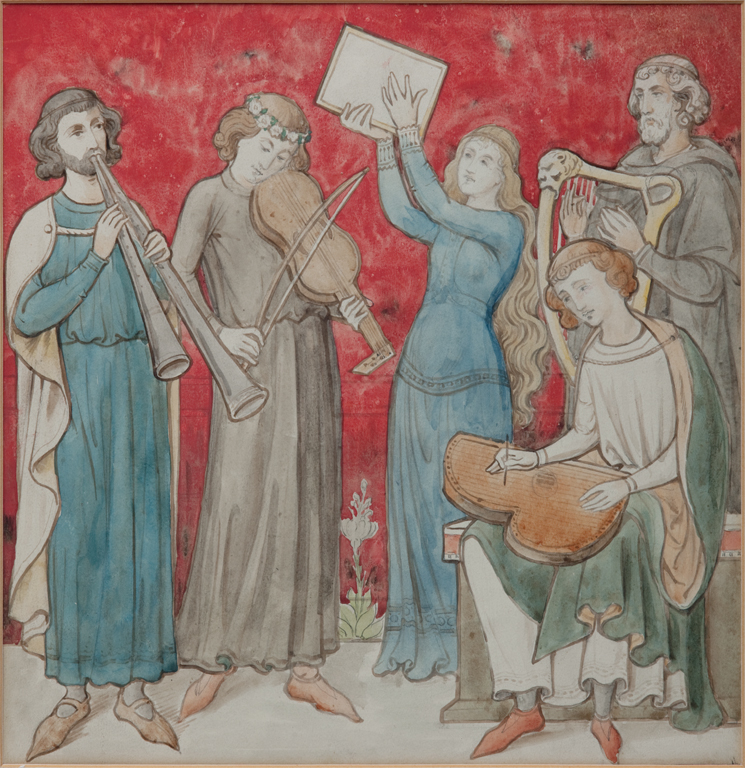
Pierre Cuypers. Allegorie op de Muziek. Ca. 1893. Roermond, Cuypershuis.

|  |  |

## Ontwerp
Van de ontwerptekeningen zijn alleen twee tekeningen bewaard gebleven van de voorstellingen Poëzie en Muziek. Deze bevinden zich tegenwoordig ook in het Cuypershuis. Onder de tekeningen voor de restauratie van Kasteel De Haar bevinden zich twee bestektekeningen gemaakt door Cuypers' zoon, Joseph Cuypers, met aanwijzingen voor de timmerman en beeldhouwer, één in pen en één in blauwdruk. Deze bevinden zich in Het Nieuwe Instituut in Rotterdam.

## Inspiratiebronnen
De kast is geïnspireerd op voorbeelden van Eugène Viollet-le-Duc en William Burges, twee belangrijke vertegenwoordigers van de neogotiek. Cuypers was bekend met het werk van Viollet-le-Duc via zijn vele publicaties over de middeleeuwse Franse kunst en architectuur. Cuypers gebruikte een afbeelding uit Viollet-le-Ducs Dictionnaire raisonné du mobilier français de l’époque carlovingienne à la Renaissance (woordenboek over Franse meubels uit de tijd van de Karolingen tot de Renaissance) van een relikwiekast in de Kathedraal van Noyon als uitgangspunt van zijn archiefkast. De bont-beschilderde meubels van Burges zag hij tijdens een bezoek aan Londen in 1862.

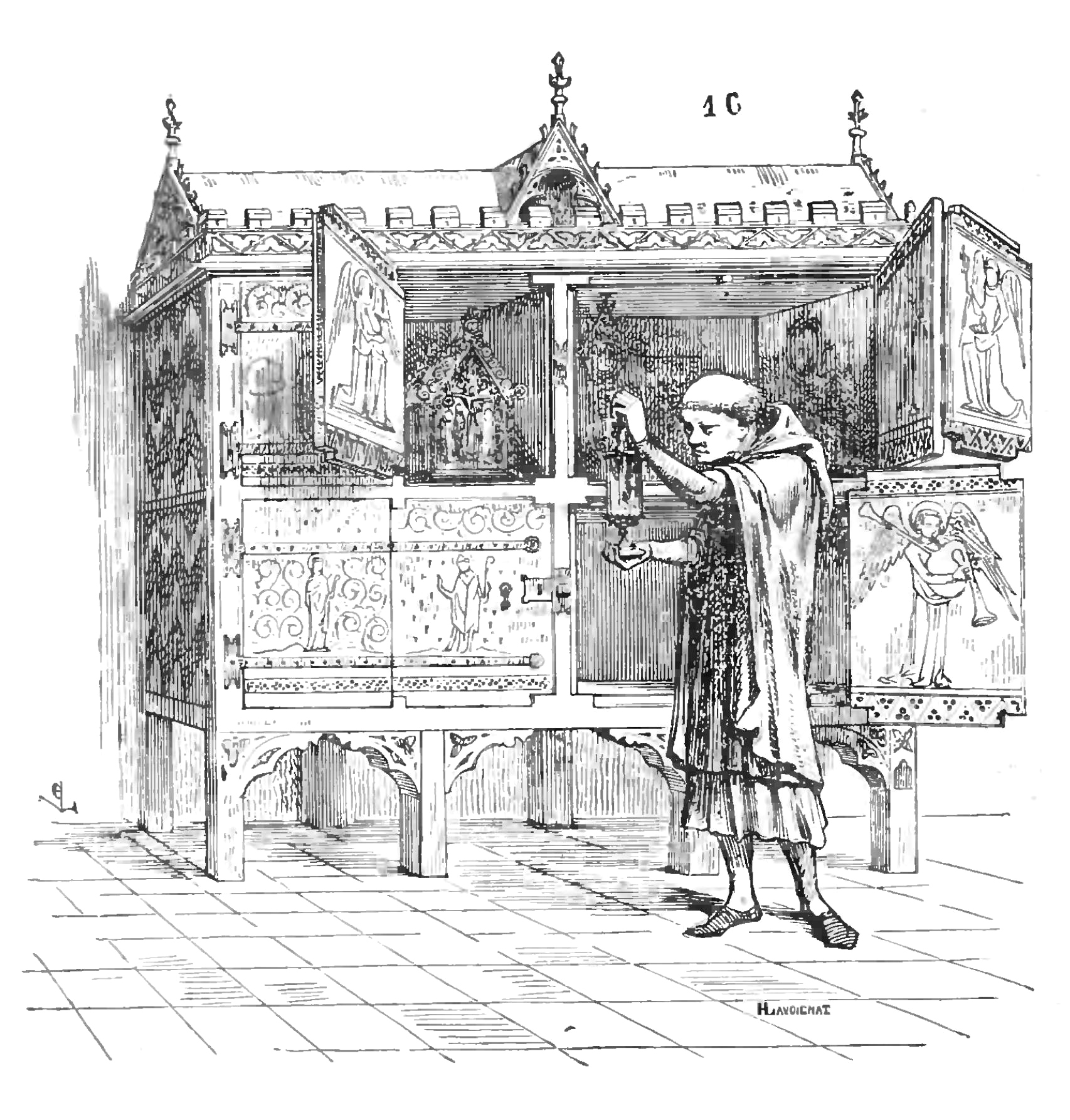
Eugène Viollet-le-Duc. Relikwiekast van Noyon. 1874.

## ‘Ambachtelijke zuiverheid’
Met de kast wilde Cuypers laten zien dat een goed architect alle ambachten beheerst. De architect was niet alleen een intellectueel, die zich met de vrije kunsten bezighield, maar ook een arbeider, die de gebonden kunsten beoefende. Dit denkbeeld werd al in 1858 beschreven door Cuypers' vriend Joseph Alberdingk Thijm in een artikel over de Alkmaarse Sint-Laurentiuskerk in de Dietsche Warande. Hierin schrijft hij: ‘[Een goed architect] heeft nog vele andere zaken dan dichterlijk gevoel en verbeelding noodig. Hij moet geoefend zijn in de leer en praktijk der konstruktie, in de esthetische kennis en kunst, in de leer der ſymboliek’. Alleen op die manier is er sprake van ‘ambachtelijke zuiverheid’, zoals Cuypers' leerling Jan Stuyt het noemde in een rede ter gelegenheid van Cuypers' 90e verjaardag. ‘Wie verbetert hem [Cuypers] als schrijnwerker, loodgieter, metselaar of timmerman? Indien er sprake is van ambachtelijke zuiverheid, dan geve men het woord aan dezen negentigjarige’.

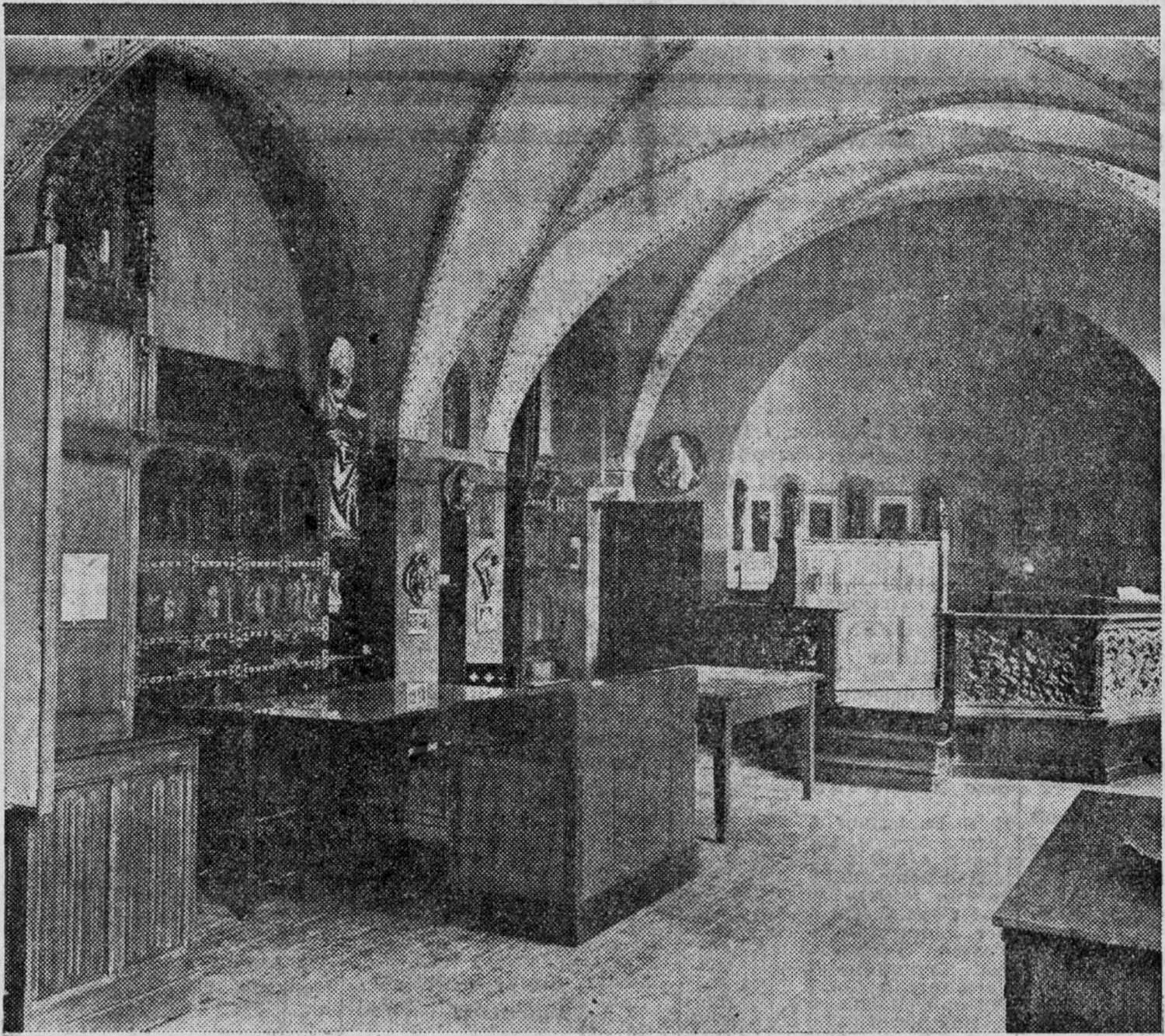
Krantenfoto genomen rond de opening van het gemeentemuseum in Roermond in augustus 1932 met links de kast.

## Toeschrijving en datering
De kast is ontworpen door Pierre Cuypers en uitgevoerd door kunstwerkplaatsen Cuypers & Co in Roermond. Ook het ijzeren hang-en-sluitwerk werd in Roermond gemaakt. De bestektekeningen door Joseph Cuypers zijn gedateerd 26 juli 1893. De kast moet dus kort daarna gemaakt zijn. In 1898 worden de voorstellingen op de kast beschreven in de Gids voor het kasteel van Haarzuylens en omstreken. Het schilderwerk werd uitgevoerd door Joseph Lücker.

## Herkomst
De kast heeft volgens de Gids voor het kasteel van Haarzuylens en omstreken, die uitgegeven werd naar aanleiding van de excursie van architectuurgenootschap Architectura et Amicitia naar Kasteel De Haar op 25 juni 1898, gestaan in leeszaal van het kasteel. Enige tijd daarna ging de kast om onbekende reden terug naar Roermond. Rond 1930 schonk Joseph Cuypers de kast samen met de overige nalatenschap van de familie Cuypers aan de gemeente Roermond, die het onderbracht in het Gemeentelijk Museum Hendrik Luyten-Dr. Cuypers, het tegenwoordige Cuypershuis.